# 幾內亞航空貨運
幾內亞航空貨運（Air Guinea Cargo）是一間赤道幾內亞的航空公司。提供貨運服務。该航空公司曾被列入欧盟航空公司黑名单。該航空公司曾有1架波音737-200。

## 代號資料
- IATA代號: LQ
- ICAO代號: GNC
- 呼號: GUINEA CARGO